# 黒見明香
黒見 明香（くろみ はるか、2004年〈平成16年〉1月19日 - ）は、日本のアイドルであり、女性アイドルグループ乃木坂46のメンバーである。香港生まれ、東京都出身。乃木坂46合同会社所属。香港ではミドルネームとしてレイチェル（RACHEL）を登録している。早稲田実業学校高等部卒業。早稲田大学在学中。

## 来歴
2004年（平成16年）1月19日、香港で生まれる。SARSが流行する中で自身を懸命に育ててくれた香港の人々への感謝の気持ちを「香」に、明るい春が来てほしいという願いを「明」に込めて「明香」と名付けられた。両親はともに日本人で、父親の仕事の関係で香港に住んでいた。小学生の時にはアウトドアクラブ、中学生の時は英語部に、高校生の時は書道部にそれぞれ所属していた。
2018年（平成30年）8月19日、『坂道合同新規メンバー募集オーディション』に合格。同年11月から12月にかけて、オーディション合格者38名のうち21名の配属先が発表されたが、黒見を含む残りのメンバーはグループに配属されず、2019年9月から坂道研修生として活動を開始した。
2019年（令和元年）9月7日、坂道研修生の公式サイトがオープンし、プロフィールが掲載される。10月30日、Zepp Osaka Baysideでの公演を皮切りに東名阪のZeppを巡る形で開催された「坂道グループ合同 研修生ツアー」において黒見ら坂道研修生はライブデビューを飾った。なお、同ツアーでは乃木坂46、欅坂46、日向坂46の楽曲によりセットリストが構成され、黒見は日向坂46の楽曲「キュン」でセンターポジションを務めた。
2020年（令和2年）2月16日、SHOWROOM配信で乃木坂46への配属が発表された。黒見は坂道研修生から同時に乃木坂46へ配属となった、佐藤璃果、林瑠奈、松尾美佑、弓木奈於と共に、乃木坂46「新4期生」と位置付けられ、2018年から既に4期生として活動していたメンバーら11名に合流する形となった。2月21日から24日にかけてナゴヤドームで開催された乃木坂46「8th YEAR BIRTHDAY LIVE」の最終日において、黒見ら新4期生のお披露目が行われた。
2022年（令和4年）6月13日、『日刊スポーツ』のインタビューで、同年3月に早稲田実業学校高等部を卒業し、4月から早稲田大学に進学していたことを明かした。
2023年（令和5年）3月30日、ABEMAで配信されるMLBにおいて『ABEMA BASEBALL SPECIAL SUPPORTER』に就任。4月29日、同番組内で冠コーナー『明香の、MLBのそこんとこもっと知りたいっす』が始動。9月15日、『WEBザテレビジョン』においてMLBに関する冠連載企画『9-6-3のファインプレー!』が連載開始。12月6日発売の34thシングル「Monopoly」で初の選抜入りを果たす。なお、これによって「坂道研修生」で乃木坂46へ配属となった5名は全員選抜経験者となった。
2024年（令和6年）3月12日、Instagramアカウントを開設した。3月22日、ABEMAで配信されるMLBなど野球に関して『ABEMAベースボールリポーター』に就任し、ABEMA野球公式YouTubeにて特別企画『黒見明香のABEMAベースボールリポート』が始動した。6月28日、香港で開催された乃木坂46の単独ライブにおいては、出演者のうち黒見を除く全員が35thシングル『チャンスは平等』の選抜メンバー（同時点で既に卒業していた山下美月を除く）である中、黒見は唯一、同シングルアンダーメンバーからの抜擢であった。

## 人物
愛称は、くろみん、くろみちゃん、みんご、氷室さん（バナナマンから）。好きな食べ物はマンゴーなどフルーツ全般、干し芋、どら焼き、豆大福。また、小籠包や腸粉、大根餅などの中華料理も好む。

### 特技
特技は英語、中国語、カンフー、人の顔を覚えること。ブルース・リーを尊敬しており、その影響でカンフーを始めた。特に、中国剣による剣術を得意としており、過去にはライブでも披露したことがある。大学では英語や中国語（北京語）を始め、様々な分野を幅広く学んでいる。2024年6月28日、Hong Kong Convention and Exhibition Centreで開催された、グループにとって2018年以来約6年ぶりとなる香港ライブでは、広東語で通訳を行うなどの活躍を見せた。また、祖父がサイエンスレンジャーで、2022年2月21日に配信された『乃木坂46時間TV』で科学実験をテーマとした企画を行った。

### 趣味
趣味は野球観戦。特定の球団のファンというわけではないが、移動中にプロ野球速報を確認したり、スマホゲーム『プロ野球スピリッツA』をプレイしたりするなど野球全般に興味を持っており、始球式にチャレンジしてみたいと語っている。メンバーで同じく野球好きの久保史緒里と試合の中継を見て選手の特徴などを話している。また食したいスタジアムグルメ（球場飯）として「ドジャー・スタジアムのドジャードッグ」と「ペトコ・パークのバット型ビール」を挙げている。また、北海道日本ハムファイターズ所属の清宮幸太郎の弟と同じ小学校である。
ゲームも好きで『プロ野球スピリッツA』のほかにも『ウイニングイレブン 2018』『あつまれ どうぶつの森』などもプレイしている。麻雀にも興味を持っており、好きな役は九蓮宝燈。

### 乃木坂46
キャッチフレーズは「3の倍数9・6・3（くろみ）」。サイリウムカラーは紫×緑。紫はグループを支えるファンを意味し、緑にはファンの癒やしの存在になりたいという思いが込められている。また、自身のブログにおいて、緑は誕生日1月19日の色であるリーフグリーンでもあり、ファン（紫）と寄り添って一緒に育ち、乃木坂に大きな「花」や「実」を育てたいとの意味もあると説明している。なお、このサイリウムカラーについては、卒業生である1期生の深川麻衣、伊藤万理華、2期生の伊藤かりんが用いていた組み合わせでもある。
乃木坂46を好きになったきっかけは中学2年生の時に合宿で『制服のマネキン』を踊ったこと。その翌年のオーディションセミナーで、当時キャプテンを務めていた秋元真夏の「得意なことも、苦手なことも武器になる」という言葉を聞いて、オーディションを受ける決意を固めた。そのため、尊敬するメンバーに秋元を挙げている。
乃木坂工事中の企画では氷室京介のマネをしながらBOØWYの「Only You」を歌った。

## 作品

### シングル
乃木坂46
- 世界中の隣人よ（2020年5月25日）[32]
- Out of the blue（2021年1月27日、SRCL-11686/7） - EAN 4547366487282。
- 猫舌カモミールティー（2021年6月9日、SRCL-11844） - EAN 4547366507300。
- マシンガンレイン（2021年9月22日、SRCL-11880/1） - EAN 4547366522303。
- 他人のそら似（2021年9月22日、SRCL-11888） - EAN 4547366522334。
- 届かなくたって…（2022年3月23日、SRCL-12104/5） - EAN 4547366549072。
- Under's Love（2022年8月31日、SRCL-12210/8） - EAN 4547366571950。
- ジャンピングジョーカーフラッシュ（2022年8月31日、SRCL-12212/3） - EAN 4547366571967。
- 悪い成分（2022年12月7日、SRCL-12330/8） - EAN 4547366590166。
- 僕たちのサヨナラ（2023年3月29日、SRCL-12480/8） - EAN 4547366607307。
- Never say never（2023年3月29日、SRCL-12484/5） - EAN 4547366607321。
- さざ波は戻らない（2023年3月29日、SRCL-12486/7） - EAN 4547366607338。
- 踏んでしまった（2023年8月23日、SRCL-12620/8） - EAN 4547366626612。
- Monopoly（2023年12月6日、SRCL-12630/8） - EAN 4547366650990。
- 車道側（2024年4月10日、SRCL-12850/8） - EAN 4547366669053。
- 落とし物（2024年8月21日、SRCL-12950/1） - EAN 4547366693973。
- それまでの猶予（2024年12月18日、SRCL-13078） - EAN 4547366716610。
- 懐かしさの先（2025年2月3日）
- 交感神経優位（2025年3月26日、SRCL-13220/1） - EAN 4547366731125。
- 不道徳な夏（2025年7月30日、SRCL-13374/5） - EAN 4547366755992。

### アルバム
乃木坂46
- Time flies（2021年12月15日、SRCL-12020/30） - EAN 4547366534184。

### 映像作品
- 乃木坂46 8th YEAR BIRTHDAY LIVE 2020.2.21-24 NAGOYA DOME（2020年12月23日） - EAN 4547366482812。
- ノギザカスキッツ 第1巻（2021年1月8日） - EAN 4988021718264, EAN 4988021140508。
- NOGIZAKA46 Mai Shiraishi Graduation Concert 〜Always beside you〜（2021年3月10日） - EAN 4547366491104。
- ノギザカスキッツ 第2巻（2021年4月2日） - EAN 4988021718271, EAN 4988021140515。
- ノギザカスキッツACT2 第1巻（2021年7月30日） - EAN 4988021718608, EAN 4988021140829。
- ノギザカスキッツACT2 第2巻（2021年10月22日） - EAN 4988021718615, EAN 4988021140836。
- 乃木坂スター誕生! 第1巻（2022年1月14日） - EAN 4988021718738, EAN 4988021140980。
- 乃木坂スター誕生! 第2巻（2022年4月22日） - EAN 4988021718745, EAN 4988021140997。
- 乃木坂46 9th YEAR BIRTHDAY LIVE 5DAYS（2022年6月8日） - EAN 4547366541441, EAN 4547366541465。
- 乃木坂スター誕生!2 第1巻（2022年7月22日） - EAN 4988021718974, EAN 4988021141550。
- 乃木坂スター誕生!2 第2巻（2022年10月28日） - EAN 4988021718981, EAN 4988021141567。
- 乃木坂46 真夏の全国ツアー2021 FINAL! IN TOKYO DOME（2022年11月16日） - EAN 4547366576009, EAN 4547366576016。
- 乃木坂46 10th YEAR BIRTHDAY LIVE（2023年2月22日） - EAN 4547366594324, EAN 4547366594447。
- さ〜ゆ〜Ready?さゆりんご軍団ライブ/松村沙友理 卒業コンサート（2023年4月26日）[33]
- 生田絵梨花 卒業コンサート（2023年4月26日）[33]
- NOGIZAKA46 ASUKA SAITO GRADUATION CONCERT（2023年10月25日） - EAN 4547366631012, EAN 4547366631098。
- 乃木坂46 11th YEAR BIRTHDAY LIVE 5DAYS（2024年2月21日） - EAN 4547366660128, EAN 4547366660135。
- MIZUKI YAMASHITA GRADUATION CONCERT（2024年10月2日） - EAN 4547366701180, EAN 4547366701227。
- 乃木坂46 12th YEAR BIRTHDAY LIVE（2025年2月12日） - EAN 4547366722253。

## 出演

### イベント
- 厚生労働省「知って、肝炎プロジェクト」[34]
  - 杉良太郎 presents 『健康と防犯』 特別教室 in 大月市（2022年10月15日、大月市民会館）[35]
  - 国立感染症研究所 戸山庁舎一般公開「知って、肝炎プロジェクト」肝炎クイズイベント（2024年10月5日、国立感染症研究所戸山庁舎）[36]
- 警察庁「ストップ・オレオレ詐欺47〜家族の絆作戦～」プロジェクトチーム（略称：SOS47）[37]
  - 「ストップ・オレオレ詐欺47～家族の絆作戦～」プロジェクトチーム 対策会議（2022年6月1日、東京都内）[38]
  - 杉良太郎 presents 『健康と防犯』 特別教室 （2022年10月15日、大月市民会館）[39]
  - 令和4年度 警察庁「ストップ・オレオレ詐欺47～家族の絆作戦～」プロジェクトチーム 決起集会（2023年3月14日、グランドアーク半蔵門）[40]
  - 防犯で家族を守る～家族の絆大作戦～（2023年6月17日、東京都世田谷区立世田谷中学校）[41]
  - 千葉県柏警察署 広報啓発（2023年10月21日、イオンモール柏）[42]
  - 警視庁練馬警察署広報啓発（2025年5月23日、富士見中学校高等学校）[43]
- 警視庁赤羽警察署「秋の全国交通安全運動 交通安全トークショー」一日警察署長（2024年12月30日、JR赤羽駅前）[44]
- ラグザス 侍ジャパンシリーズ2025「侍ジャパン対オランダ」強化試合第1戦 始球式（2025年3月5日、京セラドーム大阪）[45]